# Phalerae

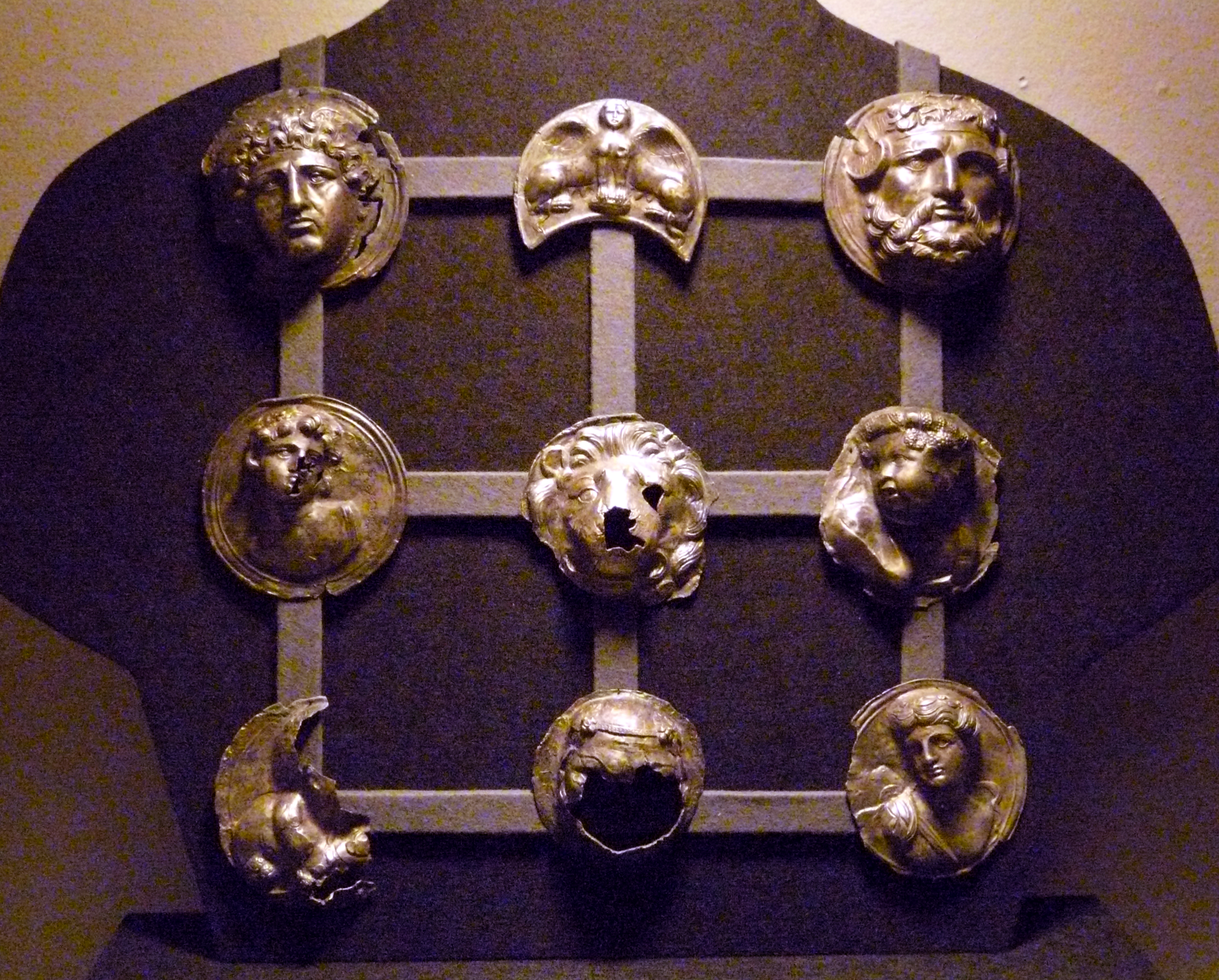
Lauersforter Phalerae, Museumszentrum Burg Linn, Krefeld

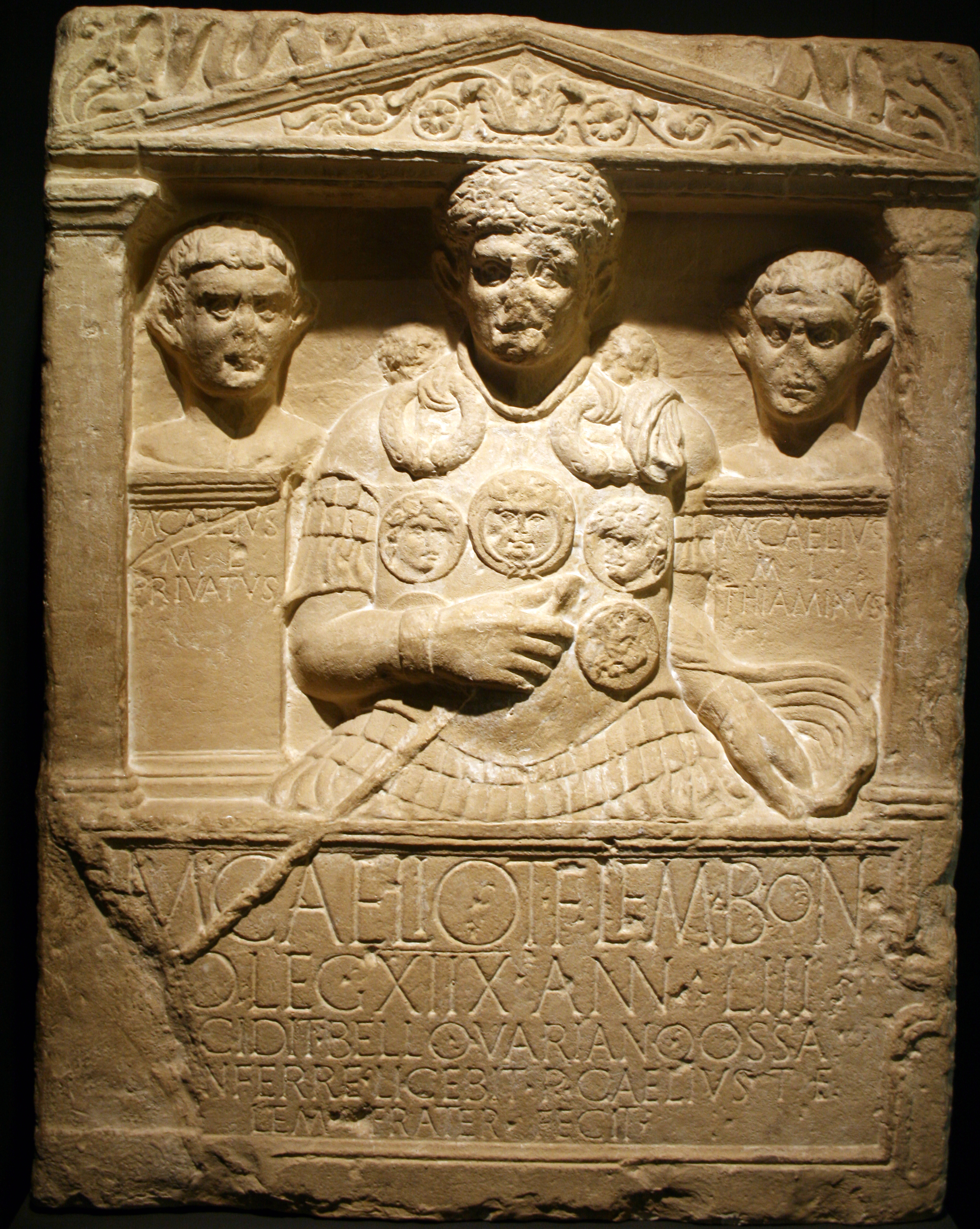
Marcus Caelius im Schmuck seiner Auszeichnungen

Die Phalerae (lat. nur im Plural überliefert; griech. Plural τὰ φάλαρα tà phálara „die Metallbuckel“, Singular phálaron) sind in der griechisch-römischen Antike runde Platten aus Gold, Silber oder einem anderen Metall mit erhabenen Verzierungen oder Gravuren. Nach Sueton war es ursprünglich eine Sitte fremder Völker, die aber die Römer von den Etruskern übernahmen, bei denen die Phalerae als militärische Auszeichnung für bewiesene Tapferkeit dienten und vorne auf der Brust getragen wurden.
Sie sind auf zahlreichen Denkmälern nachweisbar und auch noch vielfach im Original erhalten. Dargestellt werden neben einfachen Verzierungen Götter, Bilder eines Königs oder eines Kaisers. Die Adligen trugen diese Phalerae als Schmuck auf der Brust, die Soldaten bekamen sie als militärische Auszeichnungen.
Phalerae dienten außerdem zum Schmuck von Geschirren für Pferde. Die ungerade Zahl wurde am Körper durch ein Riemenwerk zusammengehalten, breite Gurte, die um den Oberkörper liefen. Wurden sie als Halsschmuck getragen, konnten an den Metallbuckeln noch andere Schmuckstücke, wie zum Beispiel Halbmonde oder Glöckchen, hängen. Der Träger der Phalerae wird Phaleratus genannt.
Die historische Hilfswissenschaft für Orden und Ehrenzeichen wird von diesem Begriff abgeleitet als Phaleristik bezeichnet.